# Дорофієнко
Дорофі́єнко — селище Шахтарської міської громади Горлівського району Донецької області, Україна. Населення становить 213 осіб. Відстань до Шахтарська становить близько 3 км і проходить переважно автошляхом місцевого значення.

## Населення
За даними перепису 2001 року населення селища становило 213 осіб, із них 48,36 % зазначили рідною мову українську та 51,64 %— російську.